# Natatolana intermedia
Natatolana intermedia är en kräftdjursart som beskrevs av Ernst Vanhöffen 1914. Natatolana intermedia ingår i släktet Natatolana och familjen Cirolanidae. Inga underarter finns listade i Catalogue of Life.